# Operation C
Operation C, выпущенная как Contra (яп. コントラ Kontora) в Японии и как Probotector в Европе и Океании, это игра в жанре стреляй и беги, разработанная и выпущенная Konami в 1991 для Game Boy. Это третья игра в серии Contra, продолжение оригинальной Contra и Super Contra (Super C). Была разработана специально для портативной платформы.

## Описание
По геймплею и движку игра сильно напоминает Super C. Некоторые из пяти уровней используют знакомую тематику. Уровни с нечётными номерами использует традиционный для серии вид «сбоку». Как и в Super C, есть 2 уровня с видом сверху. Большая часть мелодий взята из аркадной Contra, несколько мелодий эксклюзивны.

## Оружие
Состав оружия почти не изменился по сравнению с Super C. Стандартная винтовка была заменена на пулемёт. Вместо вырезанной лазерной винтовки появилось новое оружие:
- H (Homing gun) — Выпускает три преследующие врагов пули. Первое появление в серии самонаводящегося оружия.

## Региональные различия
- В японской версии с самого начала активировано меню выбора уровня.
- В европейской версии люди были традиционно заменены роботами.

## Мелочи
- Operation C не является первой портативной игрой в серии. Ранее была выпущена LCD — игра «C».
- Operation C — первая не являющаяся портом Contra игра в серии, в которой всё оружие — автоматическое.
- Существует переиздание этой игры для Game Boy Color под названием Probotector. Однако это японская версия игры, поэтому нет традиционных для европейской версии роботов.